# Caroline Haskins Gurrey

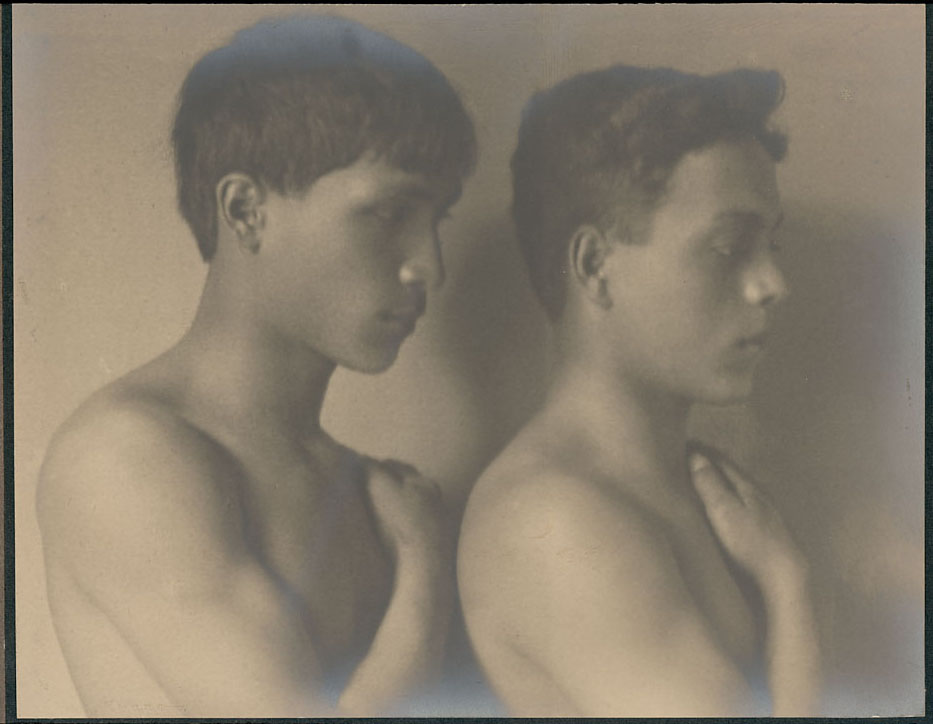
Caroline Gurrey: Portrét japonsko-havajských a portugalsko-havajských chlapců (1909)

Caroline Gurrey (rozená Haskins, 1875–1927) byla americká fotografka, která pracovala na Havaji na počátku 20. století. Je známá díky své sérii portrétů smíšené rasy havajských dětí.

## Životopis
Caroline Gurrey, která se narodila v Oaklandu v Kalifornii, vedla úspěšné fotografické studio v Honolulu, kde se mnoho let specializovala na portrétování. V roce 1904 se provdala za Alfreda Richarda Gurreyho juniora, obchodníka s uměním a amatérského fotografa, který fotografoval surfování. Carolinino nejpozoruhodnější dílo je soubor fotografií dětí z Havaje. V létě 1909 byly fotografie vystaveny na výstavě Aljaška – Yukon – Pacifik v Seattlu . Kombinují piktorialistický styl s etnografickou fotografií, zobrazují havajské nebo smíšené rasy chlapců a dívek. 50 fotografií vystavených na veletrhu je nyní uchováno ve Smithsonianově národním antropologickém archivu .
Caroline Gurrey zemřela na Havaji v roce 1927.

## Galerie

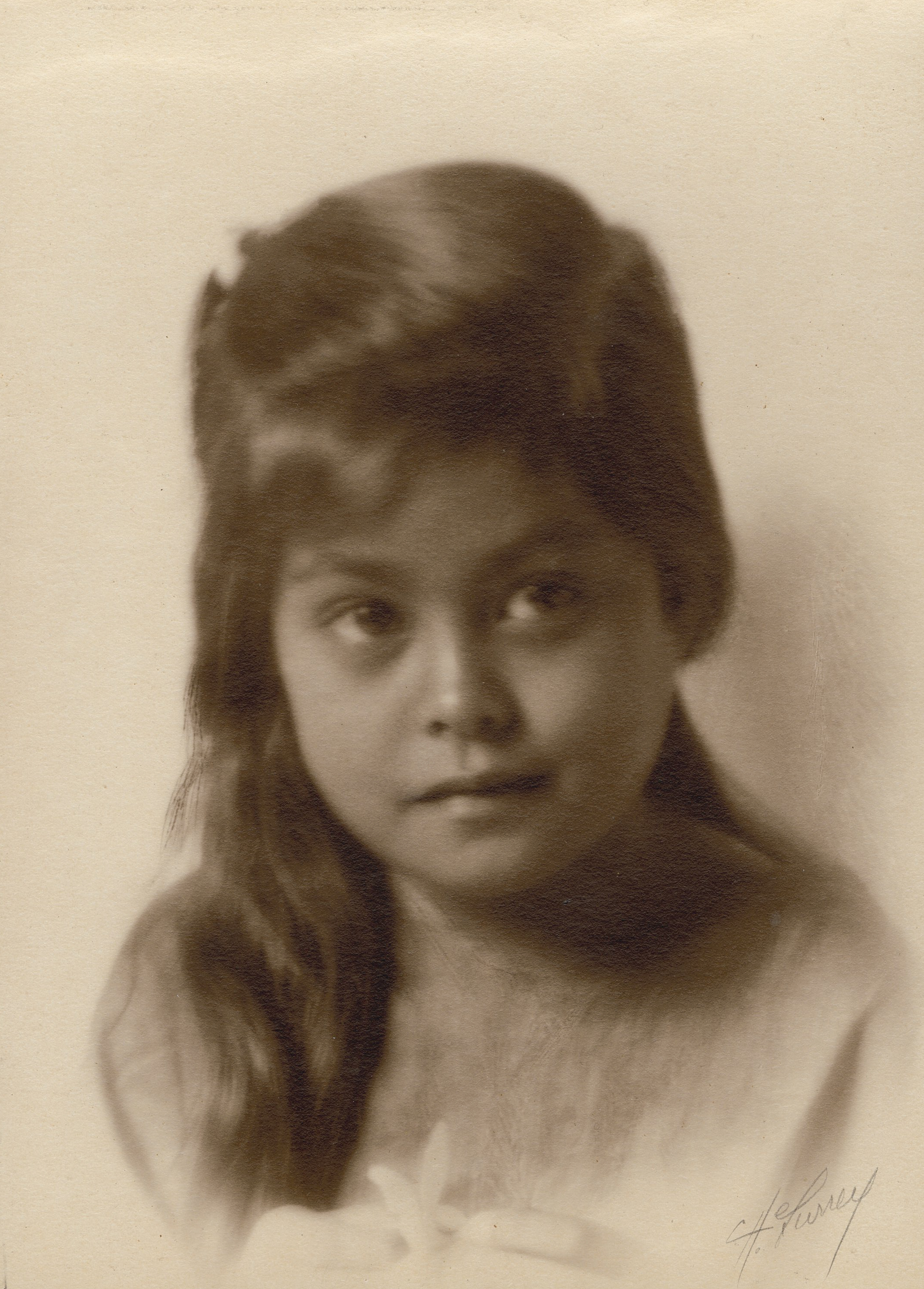
Young Hawaiian Girl, toned gelatin silver print, 1909, signed in pencil on lower right
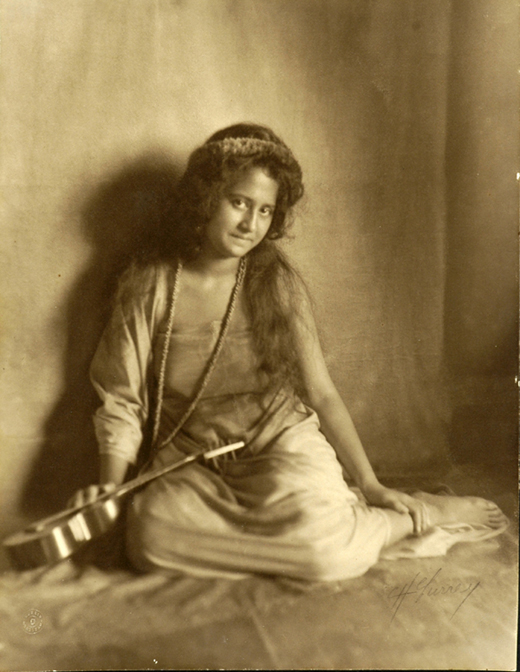
Young woman of French-Portuguese-Hawaiian Ancestry, 1909
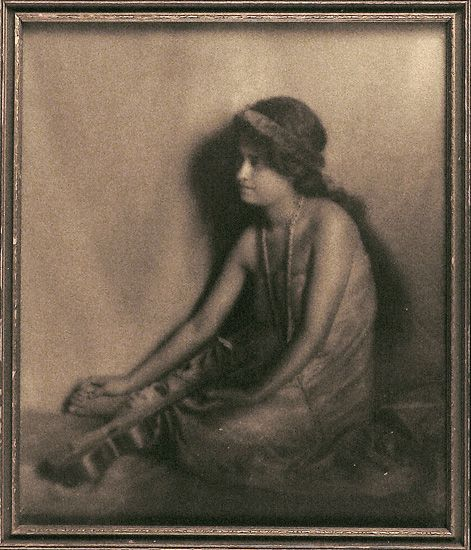
French-Portuguese Hawaian Woman, ca. 1904
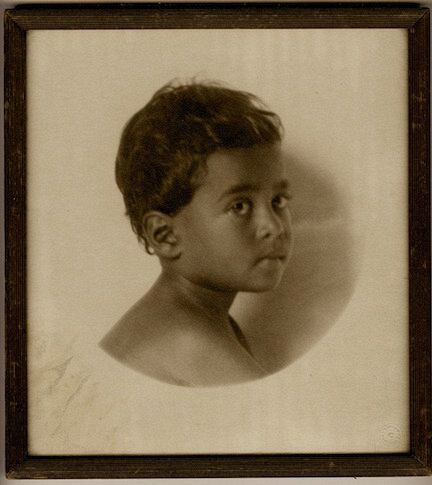
Hawaiian boy, 1900–1910
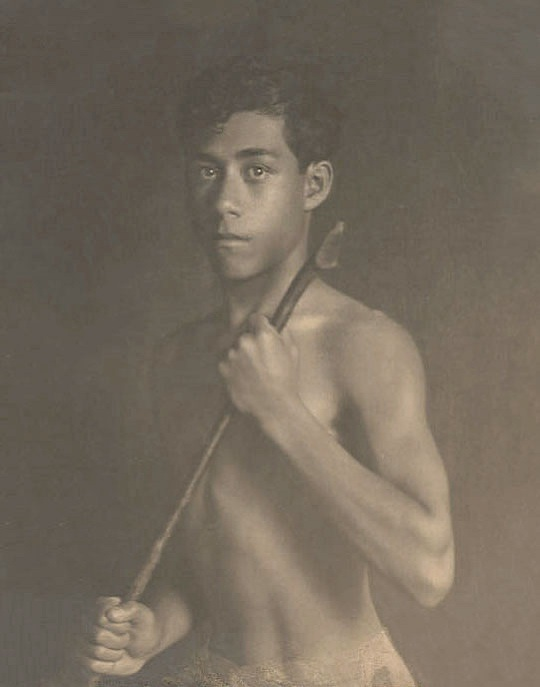
Tahitian-Hawaiian boy 1909
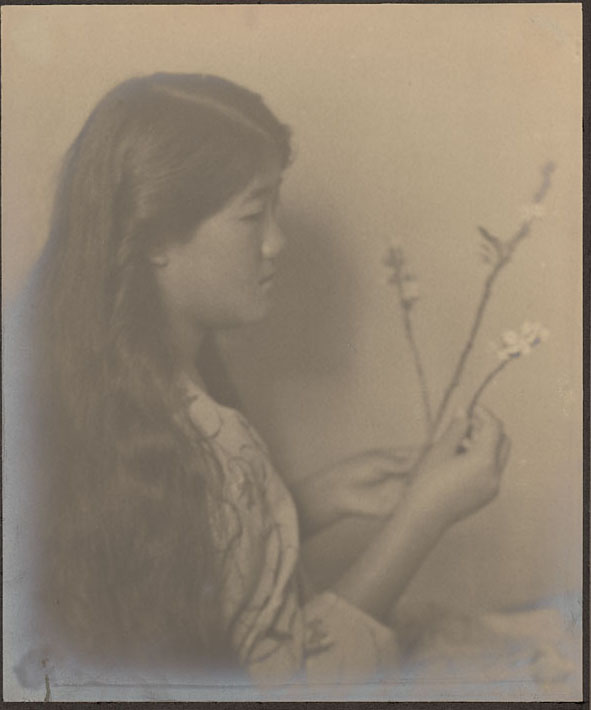
Japanese-Hawaiian girl (profile) 1909